# Zero Branco
Zero Branco là một đô thị ở tỉnh Treviso trong vùng Veneto, có cự ly khoảng 20 km về phía tây bắc của Venice và khoảng 10 km về phía tây nam của Treviso. Tại thời điểm ngày 31 tháng 12 năm 2004, đô thị này có dân số 9.146 người và diện tích là 26,1 km².
Đô thị Zero Branco có các frazioni (các đơn vị trực thuộc, chủ yếu là các làng) San Alberto and Scandolara.
Zero Branco giáp các đô thị: Mogliano Veneto, Morgano, Piombino Dese, Preganziol, Quinto di Treviso, Scorzè, Trebaseleghe, Treviso.